# Somebody to You
Somebody to You è un singolo del gruppo musicale britannico The Vamps, pubblicato il 9 giugno 2014 come quarto estratto dal primo album in studio Meet The Vamps.

## Descrizione
Il brano, scritto da Savan Kotecha, Carl Falk e Kristian Lundin, ha visto la collaborazione della cantante statunitense Demi Lovato.

## Video musicale
Il video musicale, diretto da Emil Nava, è stato girato nella spiaggia di Malibù.

## Tracce
CD singolo 1
1. Somebody to You – 3:03
2. Midnight Memories (One Direction cover)
3. That Girl (Mcfly cover)
4. On The Floor – 3:28

CD singolo 2
1. Somebody to You (James & Connor's Version)
2. Rough Night (First Ever Brad/James Demo)

DVD
1. Somebody to You (Music video)
2. Carry On Vamping - A Day On Tour (Documentary) (feat. Demi Lovato)

EP digitale
1. Somebody to You (feat. Demi Lovato) – 4:45
2. She Looks So Perfect (5 Seconds of Summer cover) – 3:39
3. Can We Dance (Live from The O2) – 3:44
4. Sweater Weather (The Neighbourhood) – 3:16